# Світла аквітанська порода
Світла аквітанська (фр. Blonde d'Aquitaine) — порода великої рогатої худоби м'ясного напряму продуктивності. Виведена у Франції у 1962 році.

## Історія
Породу створено 1962 року. Її виведено методом злиття трьох гілок: гароннської і кверсійської (тварини великого типу) та піренейської (дрібний тип).

## Опис
Тварини відзначаються великою живою масою, яка у дорослих корів становить 750 кг, у бугаїв — 1150 кг. При інтенсивному режимі вирощування бички в 12-місячному віці досягають живої маси 465 кг, телички — 376 кг, у 18-місячному — відповідно 674 і 512 кг. Забійний вихід високий — від 62 до 66 %.
У віці 120 днів телята досягають ваги 182 кг, у віці близько 300 днів — 300 кг.

## Поширення
У 2013 році налічувалося 558374 голів світлої аквітанської породи у 18424 господарствах. У Франції світла аквітанська порода за кількістю тварин посідає третє місце серед порід великої рогатої худоби, після шароле і лімузин.
Худоба світлої аквітанської породи експортувалася з Франції у багато країн світу. Порода широко використовується у Мексиці, Перу, Колумбії і інших країнах для схрещування з зебу.
В Україну худобу цієї породи завезено в 1977 році в дослідне господарство Чернігівської обласної сільськогосподарської дослідної станції, розташованої у селищі Прогрес Козельського району. Станом на 2010-і роки поголів'я було зосереджене в племрепродукторі «Поливанівка» в селі Кільчень Магдалинівського району Дніпропетровської області і налічувало 90 голів, в тому числі 47 корів. Порода добре зарекомендувала себе в промисловому схрещуванні з породами, які розводяться в Україні.

## Виноски
1. 1 2 3 4 5   Valerie Porter, Lawrence Alderson, Stephen J.G. Hall, D. Phillip Sponenberg (2016). Mason's World Encyclopedia of Livestock Breeds and Breeding (sixth edition). Wallingford: CABI. — P. 132—133. ISBN 9781780647944. (англ.)
2. 1 2 3  В. П. Лукаш, І. О. Гармаш. Світла аквітанська. Інтернет-портал "Аграрний сектор України" http://agroua.net. Національний університет біоресурсів і природокористування України. Архів оригіналу за 15 травня 2017. Процитовано грудень 2016. {{cite web}}: Зовнішнє посилання в |work= (довідка) [Архівовано 2017-05-15 у Wayback Machine.]